# Тременіко
Тременіко (італ. Tremenico) — муніципалітет в Італії, у регіоні Ломбардія,  провінція Лекко.
Тременіко розташоване на відстані близько 530 км на північний захід від Рима, 75 км на північ від Мілана, 27 км на північ від Лекко.
Населення — 170 осіб (2014).
Щорічний фестиваль відбувається 5 лютого. Покровитель — Sant'Agata.

## Демографія
Населення за роками:

Станом на 31 грудня 2010 року в муніципалітеті офіційно проживав 1 іноземець (громадянин України).

## Сусідні муніципалітети
- Казарго
- Коліко
- Дервіо
- Доріо
- Інтроццо
- Паньона
- Вендроньо